# Daniel Hiester (Politiker, 1747)
Daniel Hiester (* 25. Juni 1747 im Berks County, Province of Pennsylvania; † 7. März 1804 in Washington, D.C.) war ein britisch-amerikanischer Politiker. Zwischen 1789 und 1796 vertrat er den Bundesstaat Pennsylvania sowie von 1801 bis 1804 den Staat Maryland im US-Repräsentantenhaus.

## Leben
Daniel Hiester entstammte einer bekannten Politikerfamilie. Er war der jüngere Bruder des Kongressabgeordneten John Hiester (1745–1821). Sein jüngerer Bruder Gabriel (1749–1824) war während der amerikanischen Revolution als Soldat und Politiker an der Erkämpfung der Unabhängigkeit beteiligt. Sein Cousin Joseph Hiester (1752–1832) war Kongressabgeordneter und Gouverneur von Pennsylvania. Er war außerdem der Onkel der Kongressabgeordneten William Hiester (1818–1878) und Daniel Hiester Jr. (1774–1834).
Er besuchte die öffentlichen Schulen seiner Heimat und arbeitete danach im Montgomery County im Handel. Während des Unabhängigkeitskrieges war er Oberst und später Brigadegeneral der Staatsmiliz. Zwischen 1784 und 1786 gehörte Hiester dem Regierungsrat (Executive Council) des Staates Pennsylvania an. Im Jahr 1787 war er Mitglied einer Kommission, die einen Grenzkonflikt zwischen den Staaten Pennsylvania und Connecticut beilegen sollte.
Politisch stand Hiester in Opposition zum späteren Präsidenten George Washington (Anti-Administration-Fraktion). Ende der 1790er Jahre wurde er Mitglied der von Thomas Jefferson gegründeten Demokratisch-Republikanischen Partei. Bei den Kongresswahlen des Jahres 1789 wurde er im vierten Wahlbezirk von Pennsylvania in das damals noch in New York tagende US-Repräsentantenhaus gewählt, wo er am 4. März 1789 sein neues Mandat antrat. Nach drei Wiederwahlen konnte er bis zu seinem Rücktritt am 1. Juli 1796 im Kongress verbleiben. Seit 1793 vertrat er dort den sechsten Distrikt seines Staates. Im Jahr 1791 wurden die ersten zehn Zusatzartikel zur Verfassung der Vereinigten Staaten ratifiziert, die auch als Bill of Rights bekannt sind.

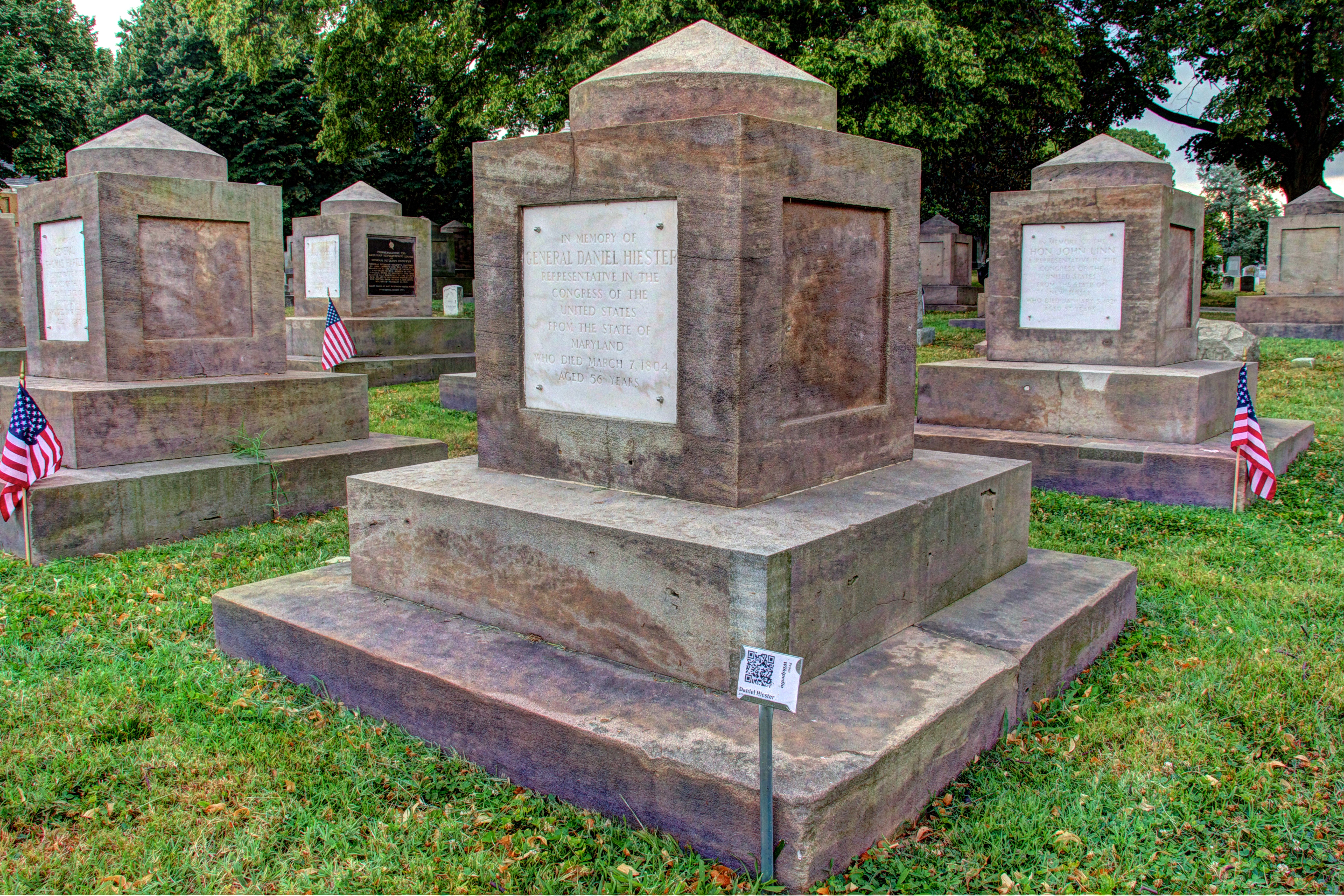
Hiesters Grab in Washington D.C.

Nach seinem Rücktritt zog Daniel Hiester nach Hagerstown in Maryland. Bei den Wahlen des Jahres 1800 wurde er für den vierten Wahlbezirk des Staates Maryland erneut in den Kongress gewählt, der inzwischen in der neuen Bundeshauptstadt Washington D.C. tagte. Dort löste er am 4. März 1801 George Baer ab. Nach einer Wiederwahl konnte er dieses Mandat bis zu seinem Tod am 7. März 1804 ausüben. In diese Zeit fiel der von Präsident Jefferson getätigte Louisiana Purchase, durch den das Staatsgebiet der Vereinigten Staaten beträchtlich vergrößert wurde. Nach einer Sonderwahl fiel sein Abgeordnetenmandat an Roger Nelson.